# Piatra Mare (sit SCI)
Piatra Mare (arie protejată) este un sit de importanță comunitară - SCI desemnat în scopul protejării biodiversității și menținerii într-o stare de conservare favorabilă a florei spontane și faunei sălbatice, precum și a habitatelor de interes comunitar aflate în arealul sitului. Aria naturală este situată în partea sud-estică a Transilvaniei, pe teritoriul administrativ al județului Brașov.

## Localizare
Situl se află în partea sud-estică a județului Brașov, pe teritoriul nord-estic al orașului Predeal și cel estic al localității Timișu de Sus, în partea sud-estică a Timișului de Jos (cartier al municipiului Brașov) și cea sudică a orașului Săcele, în imediata apropiere a drumului național DN1, care leagă municipiul București de Sighișoara.

## Descriere
Zona a fost declarată sit de importanță comunitară prin Ordinul Ministerului Mediului și Dezvoltării Durabile Nr.1964 din 13 decembrie 2007 (privind instituirea regimului de arie naturală protejată a siturilor de importanță comunitară, ca parte integrantă a rețelei ecologice europene Natura 2000 în România) și se întinde o suprafață de 4.281,4 hectare.
Situl a fost înființat cu scopul de a menține o stare de conservare prielnică și a proteja specii din flora spontană, faună sălbatică și  clase de habitate de interes comunitar. Aria naturală oferă totodată (doritorilor) posibilitatea practicării turismului montan, pe suprafața teritorială a acesteia aflându-se mai multe obiective de interes turistic (cabane, peșteri, cascade, canioane, zone de agrement), accesibile urmând potecile marcate.  
Aria protejată reprezintă o zonă montană (regiune biogeografică alpină) aflată în Masivul Piatra Mare care face parte împreună cu Masivul Postăvarul din Munții Bârsei (grupă muntoasă ce aparține Carpaților de Curbură). Situl prezintă un relief diversificat (abrupturi calcaroase, vârfuri stâncoase, ace, coloane, văi, cascade, cheiuri), delimitat la nord de Depresiunea Brașovului, la est de valea Gârcinului Mic și râul Gârcin, la sud de râul Timișul Sec de Sus și Platforma Predealului și la vest de Valea Timișului Sec. Aria naturală adăpostește o gamă floristică diversă și asigură condiții de hrană și viețuire pentru o mare varietate de faună caracteristică Orientalilor.

## Geologie și geomorfologie

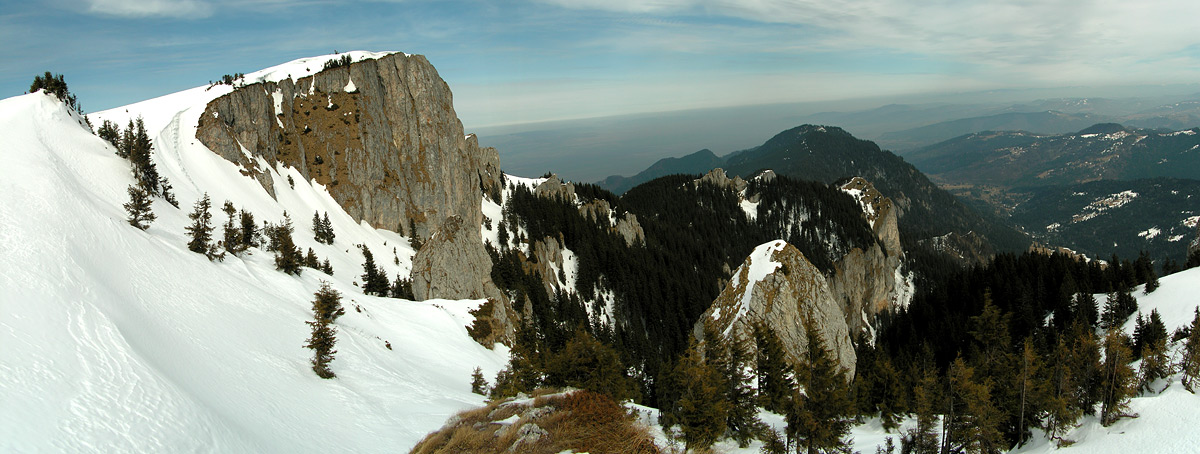
Vărfuri și abrupturi calcaroase în Piatra Mare

Masivul Piatra Mare prezintă o zonă montană cu o mare variație reliefală constituită pe roci sedimentare (ce aparțin geologic zonei cristalino-mezozoice), calcare (atribuite aceleeași perioade), gresii, marne și argile, astfel: în partea estică (dinspre Valea Gârciuniului) sunt prezente abrupturi (greu accesibile) structurate pe două cueste (una inferioară fragmentată de câțiva afluenți ai văii Gârciniului și alta superioară, nefragmentată) spre deosebire de cea vestică (delimitată de Valea Timișului Sec) unde relieful (ruiniform) prezintă culmi mai domoale și împădurite, stăncării izolate, grohotișuri și văii.
Partea nordică a masivului este marcată de câteva măguri (Vârful Ieremia 1.102 m, Vârful Brădet 1.073 m, Vârful Ascuțit 1.058 m.) despărțite de culmi descendente, iar prelungirea culmii spre nord-est, de mai multe piscuri: (Vârful Piatra Mare 1.843 m, Vârful Pușcaș 1.635 m, Vârful Gâtul Chivei 1.639 m, Vărful Piatra Mică 1.614 m, Vârful Piatra Poienii 1402 m, Vârful Bunloc 1187 m.). Sectorul sudic prezintă un platou acoperit cu pajiști și pășuni alpine, situat deasupra limitei superioare a zonei împădurite. Platoul este dominat de o impresionantă formațiune calcaroasă.

## Hidrografie

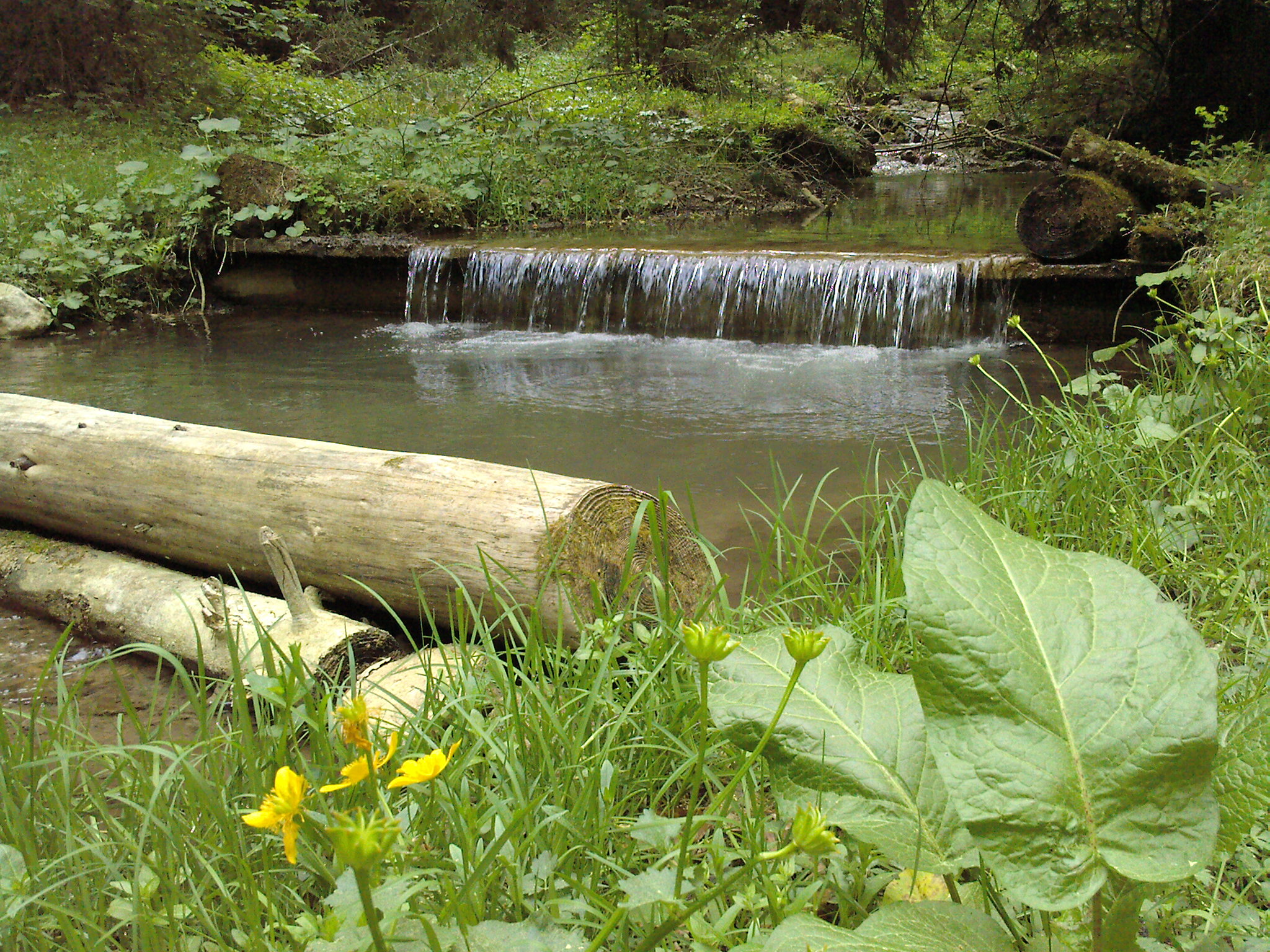
Valea Pojaru

Apele de suprafață ale sitului aparțin bazinelor hidrografice ale mai multor râuri; astfel: Râul Chiva cu afluentul de dreapta Valea Pojaru; Râul Șipoaia; Râul Daschia; Râul Mușatul, afluent de stânga al Gârcinului; Valea Carierei, Valea Pietrele Mari Valea Timișului Sec de Jos, Valea Timișului Sec de Sus și Valea Horvatca, afluenți de dreapta al văii Timișului; Valea Morii cu cele șapte izvoare; Râul Valea Pietrei Mici (afluent de dreapta al râul Timișul Sec de Jos) pe cursul căruia se află Cascada Tamina; Valea Băii, afluent al văii Pietrei Mari și Pârâul Șapte Scări (afluent de dreapta al râului Șipoaiei), vale care străbate defileul omonim aflat în partea central-vestică a sitului.

## Climă
Clima este una temperat-continentală (cu diferențieri funcție de configurația reliefului: etaj climatic premontan - 650-800 m, etaj climatic montan 800-1.800 m și etaj climatic alpin la peste 1.800 m. altitudine), caracterizată prin temperaturi medii cuprinse între 2 și 6° Celsius. Vânturile dominante pe timpul verii sunt cele nord-vestice. Iarna acestea bat cu putere din est și nord-est, aducând cantități importante de zăpadă și valuri de ger. Cantitatea medie multianuală de precipitații este cuprinsă între 750 mm. (în etajul premontan), ajungând la 1.200 mm. în etajul climatic montan.
| Caracteristicile meteorologice ale sitului Natura 2000 - Piatra Mare | Caracteristicile meteorologice ale sitului Natura 2000 - Piatra Mare | Caracteristicile meteorologice ale sitului Natura 2000 - Piatra Mare | Caracteristicile meteorologice ale sitului Natura 2000 - Piatra Mare | Caracteristicile meteorologice ale sitului Natura 2000 - Piatra Mare | Caracteristicile meteorologice ale sitului Natura 2000 - Piatra Mare | Caracteristicile meteorologice ale sitului Natura 2000 - Piatra Mare | Caracteristicile meteorologice ale sitului Natura 2000 - Piatra Mare | Caracteristicile meteorologice ale sitului Natura 2000 - Piatra Mare | Caracteristicile meteorologice ale sitului Natura 2000 - Piatra Mare | Caracteristicile meteorologice ale sitului Natura 2000 - Piatra Mare | Caracteristicile meteorologice ale sitului Natura 2000 - Piatra Mare | Caracteristicile meteorologice ale sitului Natura 2000 - Piatra Mare |
| -------------------------------------------------------------------- | -------------------------------------------------------------------- | -------------------------------------------------------------------- | -------------------------------------------------------------------- | -------------------------------------------------------------------- | -------------------------------------------------------------------- | -------------------------------------------------------------------- | -------------------------------------------------------------------- | -------------------------------------------------------------------- | -------------------------------------------------------------------- | -------------------------------------------------------------------- | -------------------------------------------------------------------- | -------------------------------------------------------------------- |
| Temperaturi (grade celsius) și precipitații (mm) medii lunare        |                                                                      |                                                                      |                                                                      |                                                                      |                                                                      |                                                                      |                                                                      |                                                                      |                                                                      |                                                                      |                                                                      |                                                                      |
| Climat                                                               | Ianuarie                                                             | Februarie                                                            | Martie                                                               | Aprilie                                                              | Mai                                                                  | Iunie                                                                | Iulie                                                                | August                                                               | Septembrie                                                           | Octombrie                                                            | Noiembrie                                                            | Decembrie                                                            |
| Temperaturi                                                          | -6                                                                   | -8                                                                   | -2                                                                   | 0                                                                    | 5                                                                    | 10                                                                   | 12                                                                   | 11                                                                   | 7                                                                    | 2                                                                    | -2                                                                   | -5                                                                   |
| Precipitații                                                         | 28                                                                   | 26                                                                   | 31                                                                   | 53                                                                   | 78                                                                   | 106                                                                  | 87                                                                   | 71                                                                   | 54                                                                   | 43                                                                   | 33                                                                   | 29                                                                   |

## Biodiversitate
Situl Piatra Mare încadrat în regiunea biogeografică alpină a Carpaților de Curbură prezintă o arie naturală cu o diversitate floristică și faunistică ridicată, exprimată atât la nivel de specii cât și la nivel de ecosisteme terestre. 

### Habitate

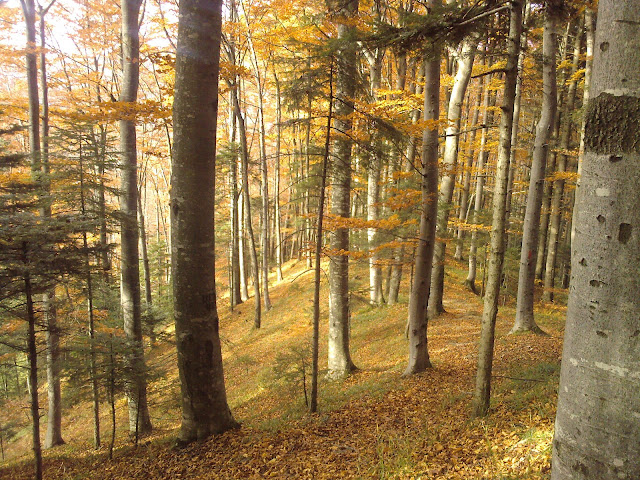
Habitat cu pădure în amestec

În arealul sitului au fost identificate 11 tipuri de habitate naturale de interes comunitar, astfel: 
Pajiști montane de Nardus bogate în specii pe substraturi silicioase (pajiști seminaturale aflate pe platourile montane și pe versanții văilor, la altitudini cuprinse între 800  și 1.840 m); 
Păduri (Tilio-Acerion) pe versanți abrupți, grohotișuri și ravene (în văile înguste și în cheile de la partea inferioară a masivului, în subetajul pădurilor de fag și a pădurilor în amestec, la altitudini cuprinse între 700 și 1.000 m); Păduri acidofile de molid (pe vesanți cu înclinație mare, pe culmi și  creste, la altitudini cuprinse între 800 și 1.400 m); Păduri aluviale de arin negru și frasin (Alno-Padion, Alnion incanae, Salicion albae), habitate aflate la altitudini cuprinse între 700 și 1.400 m, în luncile montane înguste și pe versanții cu izvoare; Păduri dacice de fag (Symphyto-Fagion) pe versanți cu înclinații medii și mici și pe platouri, la altitudini de până la 800 m.; Vegetație arboricolă cu răchită albă (Salix eleagnos) de-a lungul pâraielor, la altitudini de până la 800 m.; Tufărișuri alpine cu specii sub-arctice de salcie de-a lungul văilor montane, la altitudini cuprinse între 1.350 și 1.400 m.; Tufărișuri alpine și boreale pe versanți și coame; Abrupturi stâncoase cu vegetație chasmofitică dezvoltată pe roci de calcare (stânci verticale pe substrat calcaros cu expoziții sudice, la altitudini cuprinse între 400 și 1.050 m); Grohotișuri și șisturi calcaroase din etajul montan-alpin (Thlaspietea rotundifolii), habitat aflat la peste 1.250 m. altitudine, în căldării (glaciare) și pe coastele însorite de la baza stâncăriilor; Izvoare petrifiante cu depuneri de travertin, la altitudini de peste 900 m, de-a lungul pâraielor și izvoarelor.

### Floră
Flora ariei protejate are în componență specii vegetale distribuite etajat, în concordanță cu structura geologică, caracteristicile solului și climei, structurii geomorfologice sau altitudinii.

#### Arbori și arbusti

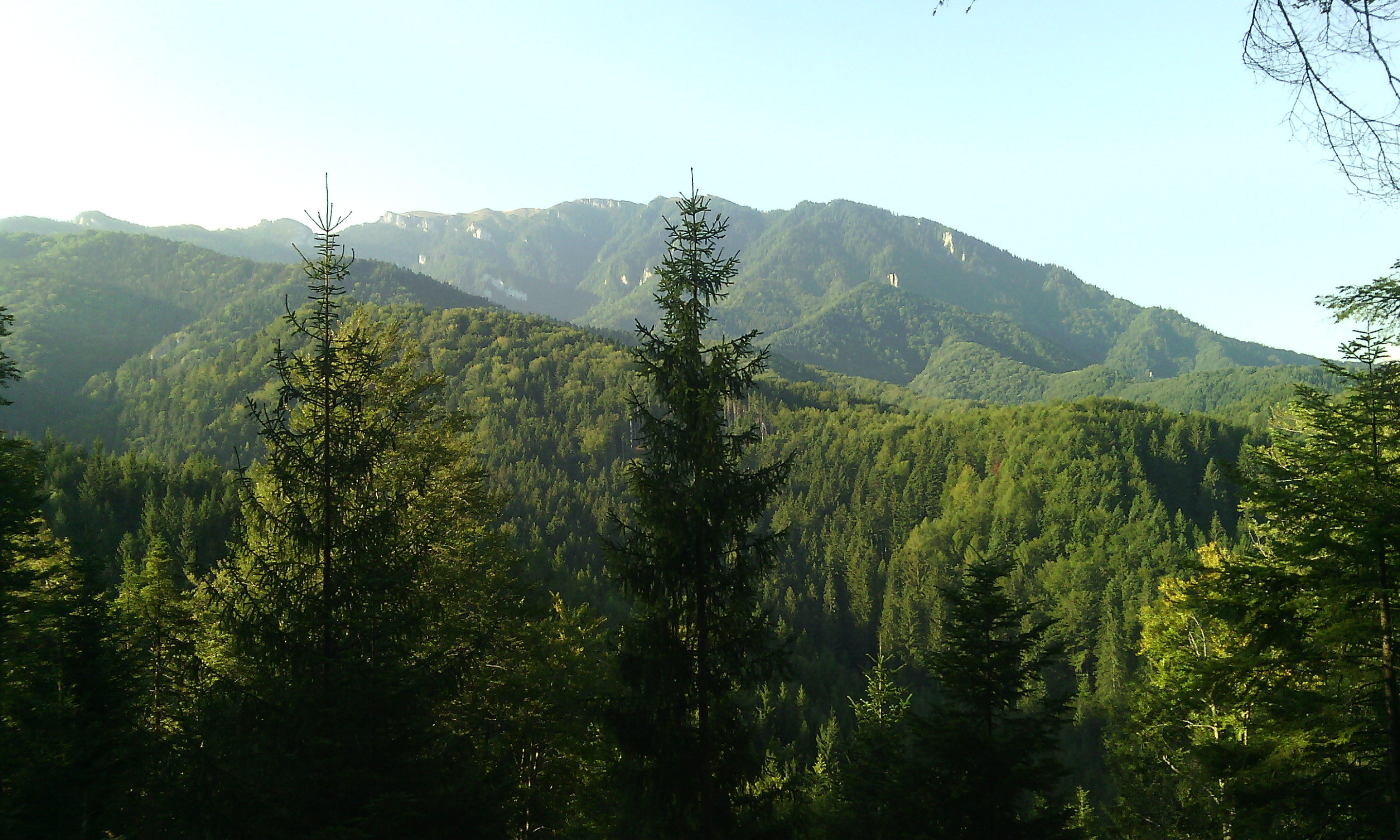
Zonă împădurită în Masivul Piatra Mare

Păduri de conifere cu specii arboricole de: molid (Picea Abies), pin (Pinus), larice (Larix decidua), brad (Abies alba),  zadă (Larix) sau tisă (Taxus baccata).
Păduri de foioase cu arboret de: fag (Fagus sylvatica), gorun (Quercus petraea), stejar (Quercus robur), carpen (Carpinus betulus), paltin de munte (Acer pseudoplatanus), arțar (Acer platanoides), tei (Tilia cordata), frasin (Fraxinus excelsior), jugastru (Acer campestre), mesteacăn (Betula pendula), ulm (Ulmus glabra), arțar (Acer platanoides), salcie albă (Salix eleagnos), arin de munte (Alnus viridis), arin negru (Alnus glutinosa).
Arbusti cu specii de: jneapăn (Pinus mugo), ienupăr (Juniperus communis), corn (Cornus mas), alun (Corylus avellana), păducel (Crataegus monogyna), afin (Vaccinum myrtillus L.), soc negru (Sambucus nigra), mur (Robus fruticosus), zmeur (Robus idaeus), măceș (Rosa canina), merișor (Vaccinium vitis-idaea), sânger (Cornus sanguinea), curpen de pădure (Climatis vitalba), salbă moale (Euonymus europaeus), cununiță (Spiraea chamaedryfolia).

#### Ierburi și flori
La nivelul ierburilor sunt întâlnite mai multe specii floristice (unele endemice sau aflate pe lista roșie a IUCN) enumerate în anexa I-a a Directivei CE 92/43/CE din 21 mai 1992 (privind conservarea habitatelor naturale și a speciilor de faună și floră sălbatică). 

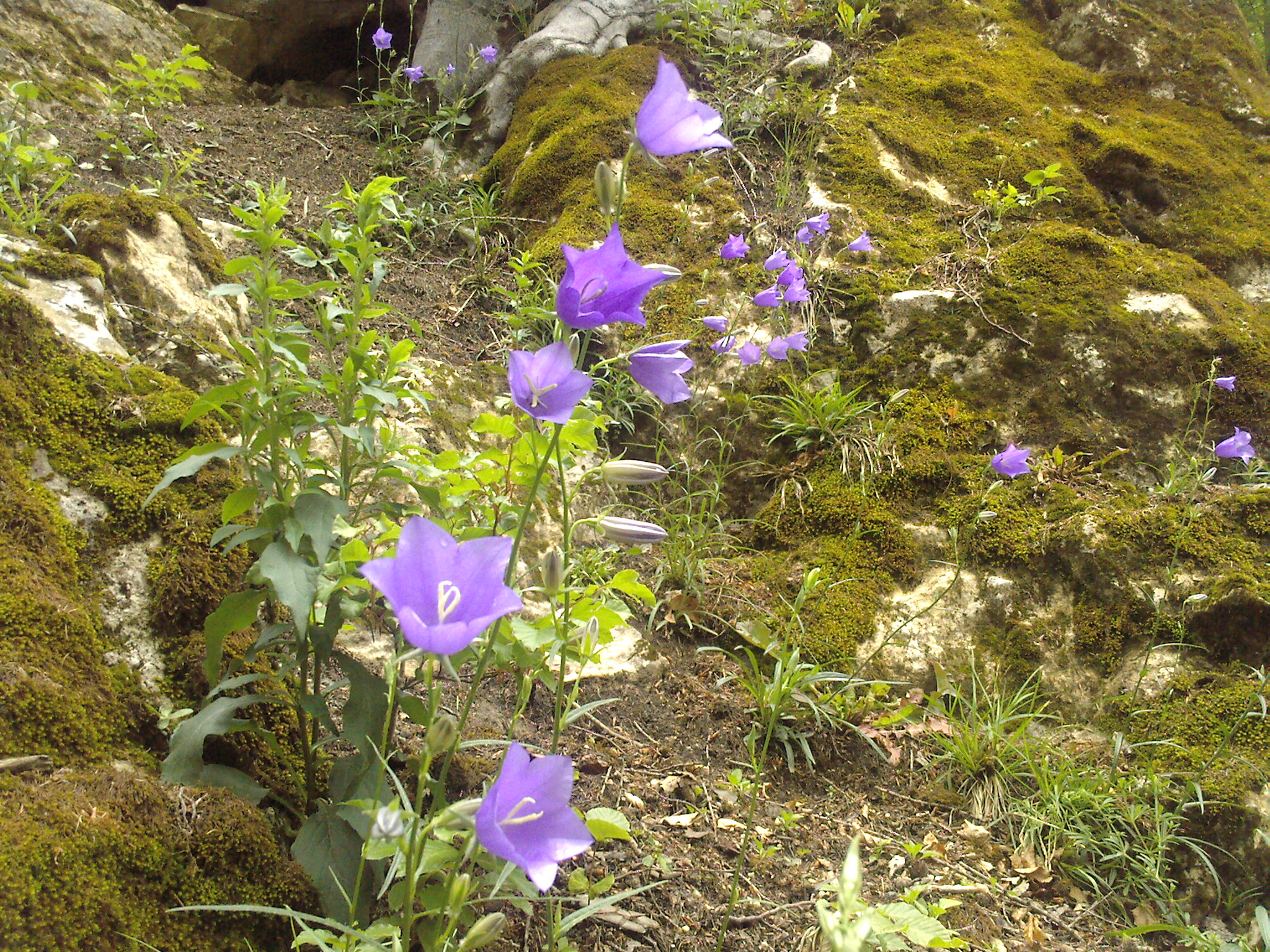
Clopoței de munte (Campanula carpatica)

Specii de flori și ierburi rare semnalate în arealul sitului: floare de colț (Leontopodium alpinum Cass.), cornuț (Cerastium transsilvanicum), clopoțel de munte (cu specii de Campanula carpatica și Campanula alpina), crucea-pământului (Heracleum carpaticum), garofiță de munte (Dianthus tenuifolius), siminic (Antennaria dioica), o subspecie de coada șoricelului (Achillea oxyloba ssp. schurii), gălbinel de munte (Doronicum carpaticum), pufuliță (Epilobium alpestre), mixandre sălbatice (Erysimum witmannii ssp. transsilvanicum), crucea voinicului (Hepatica transsilvanica), bulbuc de munte (Trollius europaeus), nopticoasă (Hesperis matronalis L. ssp. candida), trânji (Neottia nidus-avis) orhidee sălbatică (Traunsteinera globosa), smârdar (Rhododendron myrtifolium), poroinic (Orchis mascula), turtă (Carlina acaulis), cimbrișor (cu specii de Thymus comosus și Thymus pulcherrimus), urechelniță (Jovibarba heuffelii), garofiță albă de stânci (Dianthus spiculifolius),  mlăștiniță (Epipactis helleborine), precum și o specie rară de mușchi (Buxbaumia viridis).
Alte specii din flora spontană: tătăneasă (Symphytum officinale), traista-ciobanului (Capsella bursa-pastoris), țintaură (Centaurium umbellatum), viorele (Scilla bifolia), măcrișul iepurelui (Oxalis acetosella), silnic (Glechoma hirsuta), leurdă (Allium ursinum), brândușă de toamnă (Colchicum autumnale), margaretă (Leucanthemum vulgare), brustur-negru (Symphytum cordatum), mierea ursului (Pulmonaria rubra), mirodea (Hesperis nivea), clopoței (Campanula patula ssp. abietina), garofiță (Dianthus carthusianorum), păștiță (Anemone nemorosa), iarba osului (Helianthemum nummularium), coacăză (Bruckenthalia spiculifolia), brei (Mercurialis perennis), luntricică (Oxytropis carpatica), piciorul cocoșului (Ranunculus carpaticus), gălbinele (Lysimachia punctata), perișor (Moneses uniflora), vinariță (Galium odoratum), toporaș galben de munte (Viola biflora), aișor (Paris quadrifolia), ceapă de munte (Allium victorialis), bălușcă (Ornithogalum umbellatum), palma-pământului (Gymnadenia conopsea), păiuș (din speciile Festuca versicolor, Festuca tenuifolia și Festuca valesiaca) sau iarba vântului (Nardus stricta).

#### Ciuperci
În pădurile de foioase și conifere, în lizierele acestora și în tufărișuri vegetează (începând cu prima parte a verii și până toamna târziu) o gamă diversă de ciuperci cu specii de: hrib (Boletus edulis), hrib pucios (Boletus aereus), ciupercă de câmp (Agaricus arvensis), oiță (Russula virescens), roșcovă de brad (Lactarius deliciosus), bureți-usturoi (Lactarius piperatus) - cunoscuți  și sub denumirile populare de iuțari, lăptiucă iute, bureți lăptoși, bureți iuți, creasta cocoșului (Ramaria botrytis), gălbiori (Cantharellus cibarius), ghebe (Armillaria mellea), crăițe (Amanita caesarea), păstrav de fag (Pleurotus ostreatus), zbârciog țuguiat (Morchella conica), zbârciog galben (Morchella esculenta) și piciorul-căprioarei (Macrolepiota procera).

### Faună
Fauna este una diversificată și bine reprezentată de o mare varietate de specii (mamifere, păsări, reptile, broaște și pești) protejate la nivel european prin aceeași Directivă a Consiliului European 92/43/CE din 21 mai 1992; astfel: 
Mamifere cu exemplare de: urs (Ursus arctos - specie protejată aflată pe lista roșie a IUCN), cerb (Cervus elaphus), căprioară (Capreolus capreolus), mistreț (Sus scrofa), jder (Martes martes), râs eurasiatic (Lynx lynx), vulpe roșcată (Vulpes vulpes crucigera), iepure de câmp (Lepus europaeus), veveriță (Sciurus carolinensis); 
Păsări: cocoș de munte (Tetrao urogallus), ciuf-de-pădure (Asio otus), corb (Corvus corax), ieruncă  (Tetrastes bonasia), vânturelul roșu (Falco tinnunculus), codroș de munte (Phoenicurus ochruros), șoim călător (Falco peregrinus), brumăriță de stâncă (Prunella collaris), cristel-de-câmp (Crex crex), stăncuță (Corvus monedula), porumbel gulerat (Columba palumbus), ciocârlie-de-câmp (Alauda arvensis), acvilă-țipătoare-mică (Aquila pomarina), acvilă de munte (Aquila chrysaetos), șorecar comun (Buteo buteo), șorecar-încălțat (Buteo lagopus), sticlete (Carduelis carduelis), pupăză (Upupa epops), cuc (Cuculus canorus), mierlă (Turdus merula), erete-vânăt (Circus cyaneus), scatiu (Carduelis spinus), grangur (Oriolus oriolus), sfrâncioc-roșiatic (Lanius collurio), presură galbenă (Emberiza citrinella), codobatură (Motacilla alba), fluierar-de-zăvoi (Tringa ochropus), strigă (Tyto alba), pitulice (Sylvia nisoria), ciocârlan (Galerida cristata); 
Reptile și amfibieni: năpârcă (Anguis fragilis), salamandra carpatică (Triturus montandoni - specie endemică aflată pe lista roșie a IUCN, broasca-cu-burta-galbenă (Bombina veriegata);
Pești cu specii de: păstrăv (Salmo trutta fario), clean (Leuciscus cephalus), boiștean (Phoxinus phoxinus), zglăvoacă (Cotus gobio și Cotus poecilopus), moioagă (Barbus meridionalis petenyi) sau porcușor de vad (Gobio uranoscopus).

## Aspecte socio-economice și culturale
Economia zonei (Săcele, Predeal) este bazată pe turism (muzee, case memoriale, biserici, arii protejate, obiective naturale - cascade, canioane), exploatarea și prelucrarea lemnului, creșterea animalelor, valorificarea balastului de râu și construcții.
Municipiul Săcele (atestat documentar pentru prima dată în 1366) păstrează încă vechile obiceiuri ale primelor comunități de mocani (uniuni pastorale autohtone de oieri români, asociați cu fenomenul transhumanței); astfel: „Sântilia” (manifestare de mare amploare ce îmbină folclorul muzical-coregrafic și portul popular cu tradiția, într-un cadru natural de excepție) organizată anual în Poiana Angelescu și „Balul Plăcintelor” (petrecere anuală a mocanilor săceleni odată cu lăsatul secului. Cu acest prilej se prepară celebrele plăcinte mocănești cu brânza sărată). O altă manifestare etno-culturală este „Napok Szent Mihály” (Zilele Sf. Mihail) organizată de comunitatea ceangăilor (de confesiune evanghelică luterană și de naționalitate maghiară) din Săcele; ce cuprinde o paradă a costumelor tradiționale, ateliere meșteșugărești, simpozioane, expoziții de artă populară și activități sportive.
Predealul devine punctul de frontieră (între voievodatele romanofone și Imperiul austriac și regatul maghiar) odată cu semnarea convenției de la București între România și Austro-Ungaria (privind construirea liniei ferate Ploiești-Brașov), iar din 1968, oraș în cadrul județului Brașov. Acesta este cunoscut ca stațiune turistică montană, ce oferă condiții deosebite (pârtii de schi, telescaun) în vederea practicării sporturile de iarnă.

## Vulnerabilitate
Presiunea antropică asupra sitului (aflat în proximitatea a trei așezări urbane) este una destul de ridicată, atât din cauza afluenței mari de turiști, cât și pentru faptul că acesta este relativ ușor accesibil. Vulnerabilitatea ariei protejate se datorează mai multor factori umani; astfel: turismul necontrolat, poluarea pâraielor și pajiștilor cu resturi menajere, tiroliana de pe traseul ce duce la Canionul Șapte Scări, vecinătatea cu drumul național DN1, braconajul, pășunatul excesiv, exploatările forestiere ilegale ce duc la suprimarea unor habitate, arderea vegetației, distrugerea unor exemplare din flora spontană, capturarea ilegală a unor specii din fauna sălbatică a sitului, recoltarea abuzivă a fructelor de pădure și a ciupercilor, extinderea anexelor gospodărești, precum și practicarea unor sporturilor extreme (mașini de teren, ATV-uri, motociclete) ce perturbă liniștea arealului.

## Căi de acces
- Drumul național DN1pe ruta: București - Ploiești - Sinaia - Predeal - Timișu de Sus.
- Drumul național DN1 pe ruta: Sighișoara - Rupea - Brașov - Timișu de Jos.
- Drumul național DN1A pe ruta: Ploiești - Cheia - Săcele - Brașov (Timișu de Jos)[44].

## Atracții turistice
Pe teritoriul ariei protejate și în vecinătatea acesteia se află mai multe obiective de interes turistic (lăcașuri de cult, monumente istorice, muzee, rezervații naturale, peșteri, cascade, cheiuri), astfel:
Lăcașuri de cult

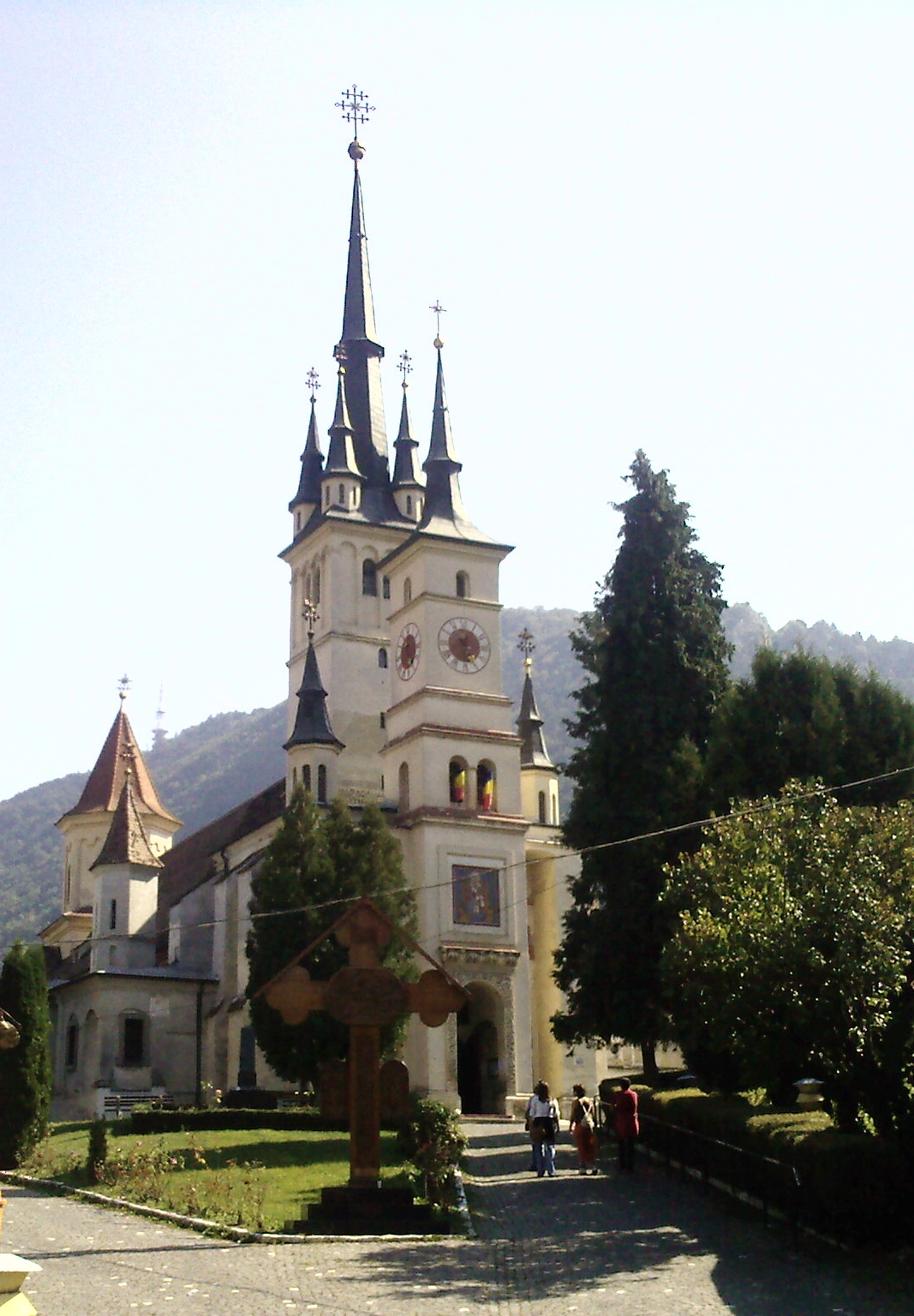
Biserica Sf. Nicolae din Brașov

- Mănăstirea  „Sfântul Mare Ierarh Nicolae” din Predeal (mănăstire de maici datată din anul 1744.
- Biserica „Sf. Împărați Constantin și Elena” din Predeal.
- Biserica de lemn din Timișu de Sus construită în stil maramureșan.
- Mănastirea romano-catolică „Congregațio Jesus” din Timișu de Sus.
- Capela romano-catolică din Timișu de Jos.
- Biserica Neagră din Brașov construită între 1377 și 1477 pe locul unei vechi bazilici romane.
- Biserica Sf. Nicolae din Brașov, construcție secolul al XIV-lea.
- Biserica Sfântul Bartolomeu din Brașov, construcție secolul al XIII-lea.
- Biserica „Sfânta Adormirea a Maicii Domnului” din Săcele, construcție secolul al XVIII-lea.

Edificii istorice
- Poarta Șchei din Brașov construită în stil clasicist de meșterul zidar Joseph Jani (între anii 1827–1828), Edificiul are forma unui arc de triumf cu trei intrări (o deschidere centrala mare, încadrată de două intrări laterale).
- Bastioanele (Aurarilor, Cojocarilor, Curelarilor, Fierarilor, Funarilor, Graft, Postăvarilor, Țesătorilor) de apărare ale breslelor brașovene.
- Poarta Ecaterinei din Brașov construită în anul 1559 pe locul unei vechi porți (la mijlocul zidurilor nordice, între Bastionul Fierarilor și Bastionul Țesătorilor) care asigura acesul din Șchei spre oraș.

Muzee

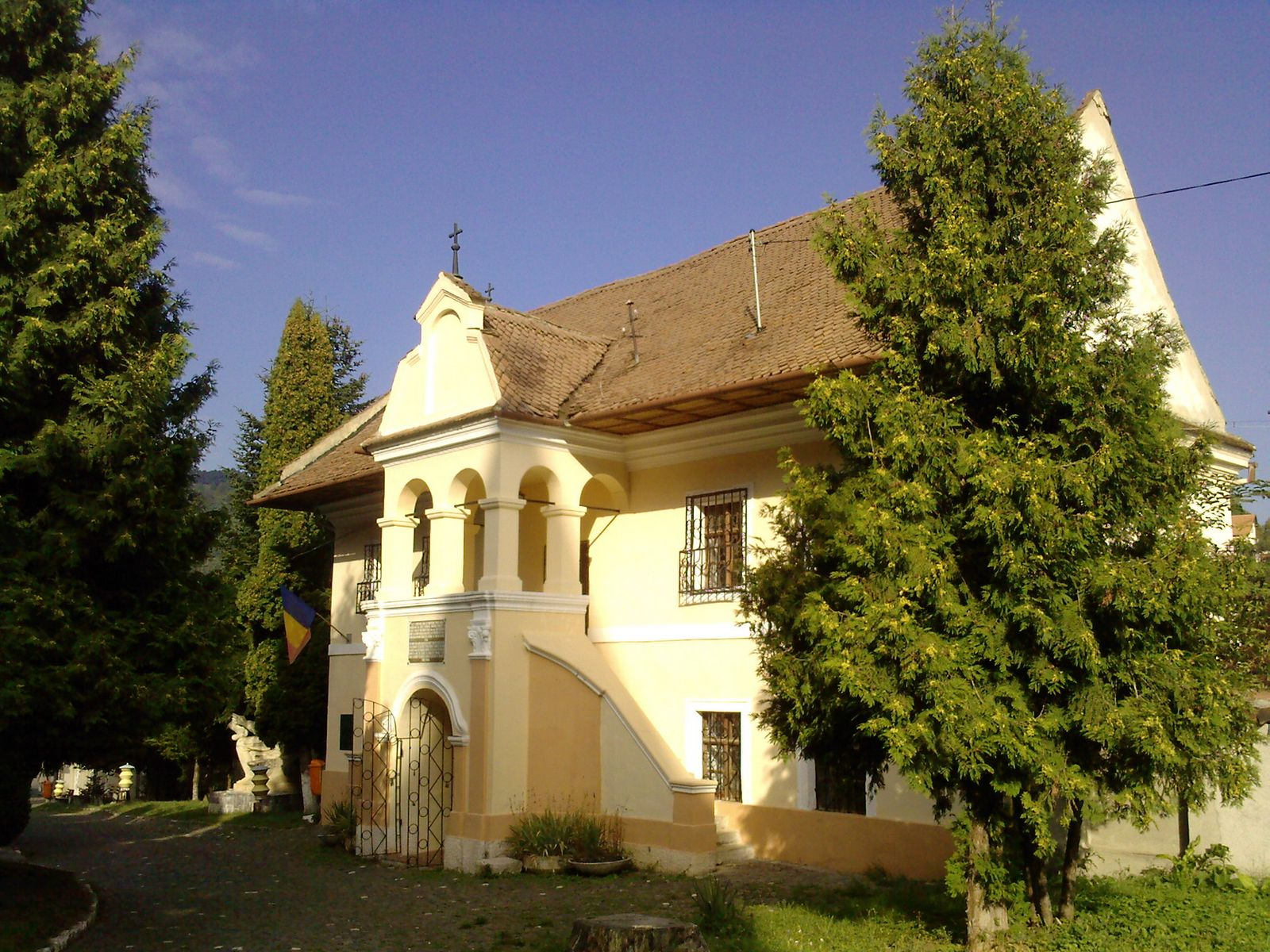
Muzeul Prima școală românească

- Casa Sfatului construită în secolul al XV-lea ca turn de apărare, transformându-se ulterior în Primărie. Astăzi edificiul  adăpostește Muzeul de Istorie Brașov.
- Casa Mureșenilor construcție datată în secolul al XV-lea, astăzi clădirea găzduiește un muzeu dedicat unor descendenți ai familiei Mureșenilor (Iacob Mureșianu, redactor al Gazetei Transilvaniei între anii 1850-1877 și Andrei Mureșanu, autorul versurilor Imnului național Deșteaptă-te, române!).
- Prima școală românească din cartierul Șcheii Brașovului, aflată în curtea interioară a Bisericii „Sfântul Nicolae” și construită în anul 1760. Clădirea adăpostește Muzeul „Prima Școală Românească” organizat în cinci săli: Sala „Anton Pann”, Sala „Diaconul Coresi”, Sala „Cartea și cărturarii brașoveni”, Sala „Cartea, factor de unitate națională” și Sala „Cu Vatră”[45].
- Muzeul Civilizației Urbane Brașov, o secție a Muzeului de Etnografie.
- Muzeul de Artă din Brașov ce găzduiește o galerie națională de pictură și sculptură și o expoziție de artă decorativă.
- Casa Dijmelor din Săcele construită în anul 1543. Astăzi clădirea găzduiește Muzeul Etnografic (filială a Muzeului de Etnografie Brașov) și adăpostește exponate ale unor documente istorice, obiecte de uz gospodăresc ale mocanilor săceleni, interioare de case tradiționale țărănești și piese de port popular ceangăiesc și mocănesc[46].

Arii protejate
- Muntele Postăvarul (1.025,50 ha), rezervație naturală de interes geologic, floristic, faunistic și peisagistic
- Stejerișul Mare (Colții Corbului Mare) (16,30 ha), arie protejată ce adăpostește o gamă floristică variată, cu mai multe specii rare, printre care  flămânzică (Draba nemerosa) sau pochivnic (Asarum europaeum).
- Muntele Tâmpa, arie naturală protejată (150 ha) aflată în partea sudică a municipiului Brașov, la baza căreia se află vestigiile istorice (turnuri de pază) Turnul Cuțitarilor și Turnul Cizmarilor

Zone naturale
- Peștera de Gheață, o cavitate (cu o lungime totală de 50 m) formată în fisura unui abrupt stâncos al Masivului Piatra Mare[47]
- Cascada Tamina, cădere de apă  de un deosebit interes peisagistic și hidromorfologic aflată pe cursul superior al văii Pietrei Mici  la o altitudine de 1.100 m, refugiu al faunei sălbatice datorită habitatului creat (abrupturi stâncoase cu vegetație chasmofitică dezvoltată pe calcare).
- Prăpastia Ursului, abrupturi calcaroase impresionante, unde se poate practica alpinismul.
- Canionul Șapte Scări unul din cele mai cunoscute canioane din țară. Datorită amenajărilor făcute (scări, podețe și balustrade, corzi), traseul este ușor accesibil, nefiind nevoie de un echipament special.

## Trasee turistice
Situl Piatra Mare este străbătut de mai multe trasee montane (dotate cu podețe, balustrade, consolidări și lărgiri de poteci, marcaje de orientare și avertizare) amenajate cu scopul de a facilita accesul turiștilor în siguranță la destinația aleasă (vârfuri, peșteri, cascade, zone de agrement, cabane).
- Punct roșu:    Cabana Dâmbu Morii (Timișu de Jos) - Șirul Stâncilor - Peștera de Gheață (2h 30″)
- Bandă albastră: Peștera de Gheață - Cabana Bunloc (2h 30″)
- Triunghi galben: Valea Gârciniului (Săcele) - Cabana Piatra Mare (3h 30″)
- Triunghi albastru   (varianta 1): Cabana Bunloc - Cabana Dâmbu Morii (50″ )
- Triunghi roșu (varianta 2): Cabana Bunloc - Cabana Dâmbu Morii (1h 10″)
- Cruce roșie: Cioplea (Predeal) – Poiana Stânei din Pietricia – Vârful Piatra Mare (4h)
- Bandă galbenă: Cabana Dâmbu Morii – Canionul Șapte Scări – Cabana Piatra Mare (3h 30″ - 4h)
- Bandă roșie: Cabana Piatra Mare – Vârful Piatra Mare – Cabana Piatra Mare – Prăpastia Urșilor – Cabana Dâmbu Morii (3h 30″)
- Bandă albastră: Timișu de Sus (barieră) - Cascada Tamina – Stâna de pe Coada Pietrei Mari (1h 40″)
- Cruce roșie: Stâna de pe Coada Pietrei Mari – Platoul Piatra Mare (1h 20″)
- Bandă roșie: Platoul Piatra Mare – Vârful Piatra Mare (50″)

## Galerie de imagini
Specii din flora spontană și fauna sălbatică (incluse în lista roșie a IUCN) aflate la baza desemnării sitului Natura 2000 - Piatra Mare și imagini din sit
| Buxbaumia viridis | Ursus arctos | Triturus montandoni | Hrib (Boletus edulis) | Canionul Șapte Scări | Crucea voinicului |